# 郑国庄穆公主
郑国庄穆公主（?—?），唐朝公主，是中国唐朝第九代皇帝唐德宗李适之女。她的生母不详。初封义章公主。贞元三年（787年），许嫁义武军节度使张孝忠的儿子张茂宗。张茂宗以父荫拜光禄少卿同正，升银青光禄大夫、驸马都尉。但这时义章公主年幼，没有正式出嫁。贞元十三年（797年），张孝忠的妻子邓国夫人昧谷氏去世。德宗想正式嫁女。大臣蒋乂、太常博士韦彤、裴堪以为张茂宗在守孝，婚事不应过急。但德宗还是使义章公主成婚。但是不久，义章公主去世，德宗在她的墓边起祠堂一百二十间。贞元十五年（799年）七月十五日，追封义章公主为郑国庄穆公主。   